# آبنی
شهر آبُنی (به مجاری: Abony) در پِشت در کشور مجارستان واقع شده‌است. جمعیت این شهر ۱۵٫۸۵۱ نفر است.